# Hyde Park, Westmoreland County, Pennsylvania
Hyde Park är en ort i Westmoreland County i delstaten Pennsylvania, USA.